# Dominik Stolz
Dominik Stolz, né le 4 mai 1990 à Neuendettelsau en Allemagne, est un footballeur allemand qui joue au poste de milieu offensif au RFCU Luxembourg.

## Biographie

### Formation en Allemagne (jusqu'en 2008)
Dominik Stolz commence le football au TSV Windsbach, petit club allemand proche de sa ville natale, Neuendettelsau. Par la suite, il rejoint le 1. FC Nuremberg, club historique de Bundesliga. De 2005 à 2008, il termine sa formation au SpVgg Ansbach 09.

### SpVgg Ansbach 09 (2008-2010)
Sa carrière démarre au SpVgg Ansbach 09, en Bayernliga, la cinquième division en Allemagne.
Il dispute un total de 54 matchs pour 9 buts.

### Réserve du SpVgg Greuther Fürth (2010-2011)
Il rejoint en 2010 l'équipe réserve du SpVgg Greuther Fürth, club allemand de 2. Bundesliga, la deuxième division.

### SV Seligenporten (2011-2014)
En 2011, Dominik Stolz signe au SV Seligenporten, alors en Bayernliga. Il inscrit un total de 35 buts en 103 matchs.

### SpVgg Bayreuth (2014-2015)
En 2014, il s'engage avec le SpVgg Bayreuth, en Regionalliga Bayern.
Au terme de la saison, il s'impose comme le meilleur buteur de la compétition avec un total de 23 buts en 34 matchs.

### SV Sandhausen (2015-2016)
En [2015, Stolz découvre la 2. Bundesliga en signant au SV Sandhausen. Il dispute ses premières minutes avec le club allemand lors de la 7e journée de championnat face au 1. FC Nuremberg. Lors de la 23e journée, face au VfL Bochum, il est titulaire et inscrit son unique but avec Sandhausen.
Au total, il est l'auteur de seulement 8 matchs sous le maillot du club allemand.

### F91 Dudelange (2016-2020)
Ayant peu de temps de jeu en 2. Bundesliga, il décide de partir de son pays natal pour rejoindre le F91 Dudelange, en BGL Ligue.
Il dispute pour la première fois de sa carrière les barrages de la Ligue des champions de l'UEFA, face au Qarabağ FK (Dudelange s'inclinant 3-1 score cumulé). Rapidement titulaire, il joue quasiment la totalité des rencontres du club cette saison-là, participant grandement au titre de champion de BGL Ligue ainsi que la Coupe du Luxembourg.
Avec le F91, Dominik remporte au total trois championnats de BGL Ligue ainsi que deux Coupes du Luxembourg.

### FC Swift Hesperange (depuis 2020)
Après un passage réussi au F91 Dudelange, Stolz rejoint le FC Swift Hesperange, en BGL Ligue.
Devenant rapidement capitaine de l'équipe et enchainant les bonnes performances, il termine meilleur buteur du championnat au terme de la saison 2021-2022. La saison suivante, Stolz est un artisan majeur du premier titre de champion de l'histoire du FC Swift Hesperange en BGL Ligue. Il devient rapidement le meilleur buteur de l'histoire du club.
En 2024, il est finaliste de la Coupe du Luxembourg face au Progrès Niederkorn, ce dernier remportant la finale aux tirs au but.

## Palmarès

### En club
| F91 Dudelange (5) :                                                                                  | FC Swift Hesperange (1) :                                                                         |
| --- | ------------------------------------------------------------------------------------------------- |
| - BGL Ligue (3) - Champion : 2017, 2018 et 2019 - Coupe du Luxembourg (2) - Vainqueur : 2017 et 2019 | - BGL Ligue (1) - Champion : 2023 - Vice-champion : 2024 - Coupe du Luxembourg - Finaliste : 2024 |

### Distinctions personnelles
- Meilleur buteur de Regionalliga Bayern en 2014-2015 (23 buts).
- Meilleur buteur de BGL Ligue en 2021-2022 (23 buts).
- Meilleur buteur de l'histoire du FC Swift Hesperange.